# Abrocythereis
Abrocythereis is een geslacht van kreeftachtigen uit de klasse van de Ostracoda (mosselkreeftjes).

## Soorten
- Abrocythereis feishania Hu & Tao, 2008
- Abrocythereis guangdongensis Gou in Gou, Zheng & Huang, 1983 †
- Abrocythereis keyi (Kingma, 1948) Gou in Gou, Zheng & Huang, 1983 †
- Abrocythereis malaysiana Malz & Tabuki, 1988
- Abrocythereis punctata (Hu, 1986)
- Abrocythereis ryukyuensis Malz & Tabuki, 1988 †
- Abrocythereis taiwanica Malz & Tabuki, 1988 †
- Abrocythereis yajimae Nohara, 1987 †